# Arthur O'Connell
Arthur O'Connell, född 29 mars 1908 i Manhattan, New York City, död 18 maj 1981 i Woodland Hills, Los Angeles, var en amerikansk skådespelare.

## Roller i urval
- 1941 – Citizen Kane
- 1948 – I valet och kvalet
- 1948 – Storstad
- 1955 – Utflykt i det gröna
- 1956 – Bus Stop
- 1956 – Mannen i den grå kostymen
- 1959 – Analys av ett mord
- 1959 – Operation kjoltyg
- 1960 – Cimarron
- 1961 – Drömsheriffen
- 1961 – Fickan full av flax
- 1964 – Jagad (TV-serie)
- 1964 – Kissin' Cousins
- 1965 – Apkonster på College
- 1965 – Den stora kapplöpningen jorden runt
- 1966 – Den fantastiska resan
- 1969 – Brottsplats: San Francisco (TV-serie)
- 1971 – Bröderna Cartwright (TV-serie)
- 1971 – Cannon (TV-serie)
- 1971 – McCloud (TV-serie)
- 1972 – Alias Smith & Jones (TV-serie)
- 1972 – Råttorna slår till igen
- 1972 – SOS Poseidon
- 1975 – Gömstället
- 1975 – Larmet går (TV-serie)